# Saison 2018-2019 du KV Ostende
Maillots
Chronologie
Saison précédente Saison suivante
La saison 2018-2019 du KV Ostende voit le club évoluer en Division 1A. C'est la 9e saison du club au plus haut niveau du football belge et la 5e consécutive. Le club participe également à la Coupe de Belgique.

## Préparation d'avant-saison

### Matchs amicaux
| 1er match                        | KSK Voorwaarts Zwevezele | 1 - 2   | KV Ostende   | Complex sportif de Zwevezele, Zwevezele |  |
| Mercredi 27 juin 2018 19:00 CEST | Geryl 84e                | (0 - 0) | Guri 89e 91e |                                         |  |

| 2e match                         | KFC Mandel United | 0 - 5   | KV Ostende                                           | Stedelijk Sportstadion, Izegem |  |
| Vendredi 29 juin 2018 19:30 CEST |                   | (0 - 3) | Canesin 9e · Živković 31e · Capon 43e · Gano 60e 88e |                                |  |

| 3e match                           | Sélection zélandaise | 0 - 0   | KV Ostende | Philippine |  |
| Mercredi 4 juillet 2018 19:30 CEST |                      | (0 - 0) |            |            |  |

| 4e match                           | VV Bruse Boys | 0 - 14  | KV Ostende                                                                            | Sportpark Volharding, Bruinisse |  |
| Vendredi 6 juillet 2018 18:30 CEST |               | (0 - 5) | Rajsel ? · Guri ? · Vandendriessche ? · Banda ? · Bataille ? · Živković ? · D'Haese ? |                                 |  |

| 5e match                            | Hapoël Haïfa | 0 - 2   | KV Ostende             | Sportpark Volharding, Bruinisse |  |
| Mercredi 11 juillet 2018 18:00 CEST |              | (0 - 1) | Rajsel 22e · Capon 65e |                                 |  |

| 6e match                          | SV Zulte Waregem | 1 - 4   | KV Ostende                               | Stade du Sparta, Petegem-aan-de-Leie |  |
| Samedi 14 juillet 2018 19:00 CEST | Bjørdal 33e      | (1 - 0) | Guri 47e · Živković 51e 58e · Sakala 69e |                                      |  |

| 7e match                         | KV Ostende               | 2 - 3   | KSV Roulers                            | Stade De Taeye, Knocke-Heist |  |
| Mardi 17 juillet 2018 19:30 CEST | Bjelica 57e · Sakala 66e | (0 - 3) | Vanacker 18e · Yagan 30e · Saviour 45e |                              |  |

| 8e match                            | KV Ostende | 0 - 1   | Lokomotiv Zagreb | Versluys Arena, Ostende |  |
| Vendredi 20 juillet 2018 18:00 CEST |            | (0 - 0) | Ivanušec 84e     |                         |  |

## Statistiques
Les matchs amicaux ne sont pas pris en compte.